# لعبة بناء مدن

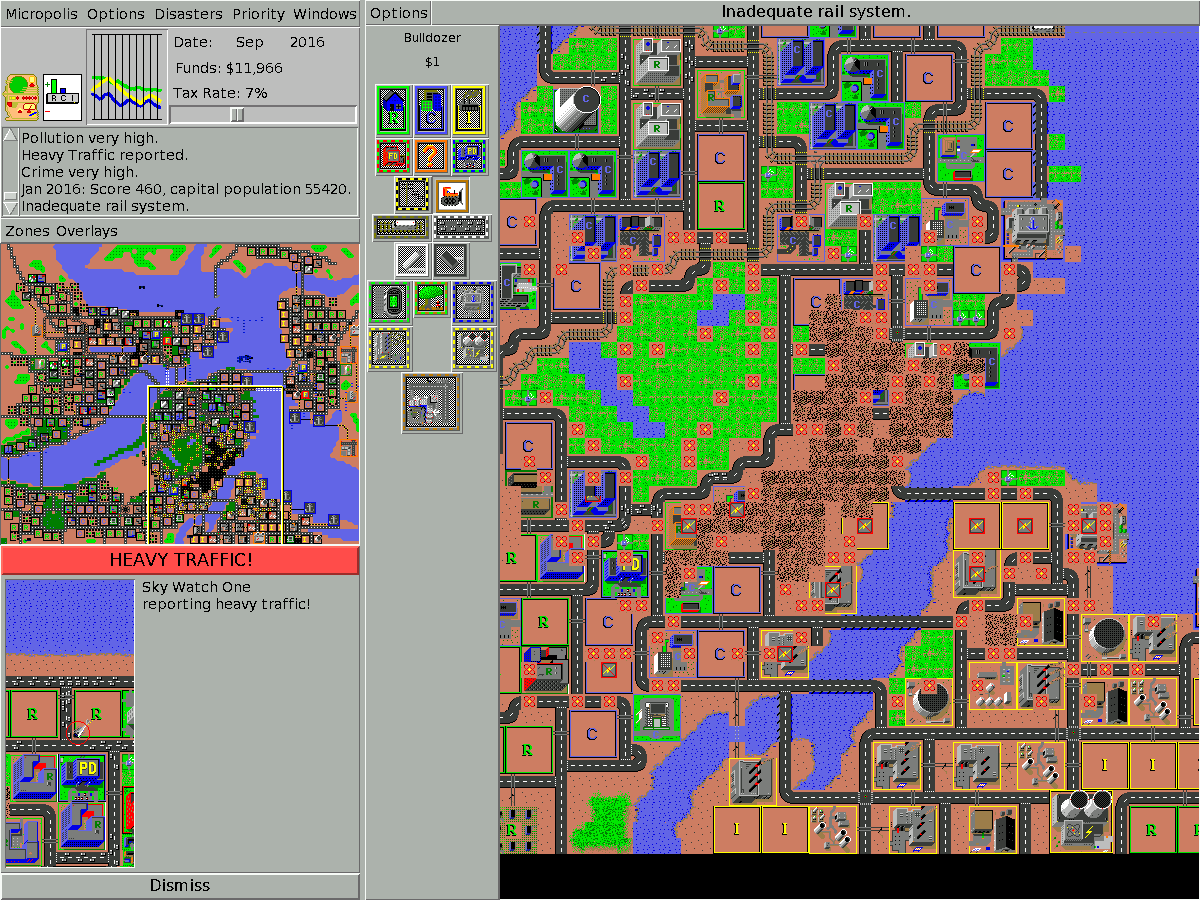
ميكروبوليس لعبة مبنية على نقل سيم سيتي إلى نظام تشغيل يونكس

ألعاب بناء المدن هي نوع من أنواع ألعاب الفيديو حيث يكون اللاعبون هم المخططون والقادة الأساسيون لمدينة افتراضية يكونون مسؤولين عن إدارتها ونموها. يختار اللاعبون في هذه الألعاب أماكن المباني وخصائص إدارة المدن، مثل الرواتب وأولويات العمل، وبالتالي تنمو المدينة.

## نبذة تاريخية
بدأت ألعاب بناء المدن بظهور لعبة سيم سيتي في 1989، والتي ركزت على البناء المتواصل بدلاً من طريقة المستويات المتتالية. في تلك اللعبة يتبع اللاعبون تفضيلاتهم الخاصة في البناء والنمو بالمدن. ومؤشرات النجاح هي: الاحتفاظ بميزانية موجبة وسعادة المواطنين.
ثم ظهرت لعبة قيصر (بالإنجليزية: Caesar)‏ في 1992 في مرحلة جديدة من تطور ألعاب بناء المدن، وكان تصميم المدن فيها على طراز روما القديمة، مع استبدال الكهرباء والنقل الجماعي بالطرق وبالترع.
ثم ظهرت لعبة سجون و تنانين اسمها Stronghold في 1993، وكان يعلن عنها بعبارة «سيم سيتي تلاقي سجون وتنانين في الأبعاد الثلاثية». في هذه اللعبة كان الناس والجن والأقزام يبنون بيوتهم بأنماط معمارية مختلفة في مدينة اللاعب. وكان في اللعبة عنصر استراتيجية الوقت الحقيقي عندما يهاجم الأعداء المدينة. لم تكن الرسوميات ثلاثية الأبعاد ممكنة فعلاً في ذلك الوقت كما في عبارة الإعلان، لكن استخدام لفظة «ثلاثية الأبعاد» يرجع إلى التوظيف الجيد للرسوميات ثنائية الأبعاد (وذلك باستخدام الإسقاط الأيزومتري) مع أرضية مولدة رياضياً وصور نقطية متداخلة.
في 4 مايو 2010، أعلنت آي‌ بي‌ إم عن لعبة سيتي ون (بالإنجليزية: IBM CityOne أو IBM INNOV8: CityOne)‏ في مؤتمرها Impact 2010، ثم أصدرتها في 4 أكتوبر 2010.
ومهمة اللاعب فيها أن يحل مشاكل اقتصادية وبيئية وتخطيطية مثل التي تحدث في العالم الحقيقي. فيتعلم كيف يمكن للتقنيات أن تطور من تلك الصناعات. ويتعرف اللاعب من خلالها على بعض منتجات آي‌ بي‌ إم التي تفيد في حل مثل هذه المشكلات في أرض الواقع.

## أمثلة
- سيم سيتي
- آي‌ بي‌ إم سيتي ون